# 대륙위원회

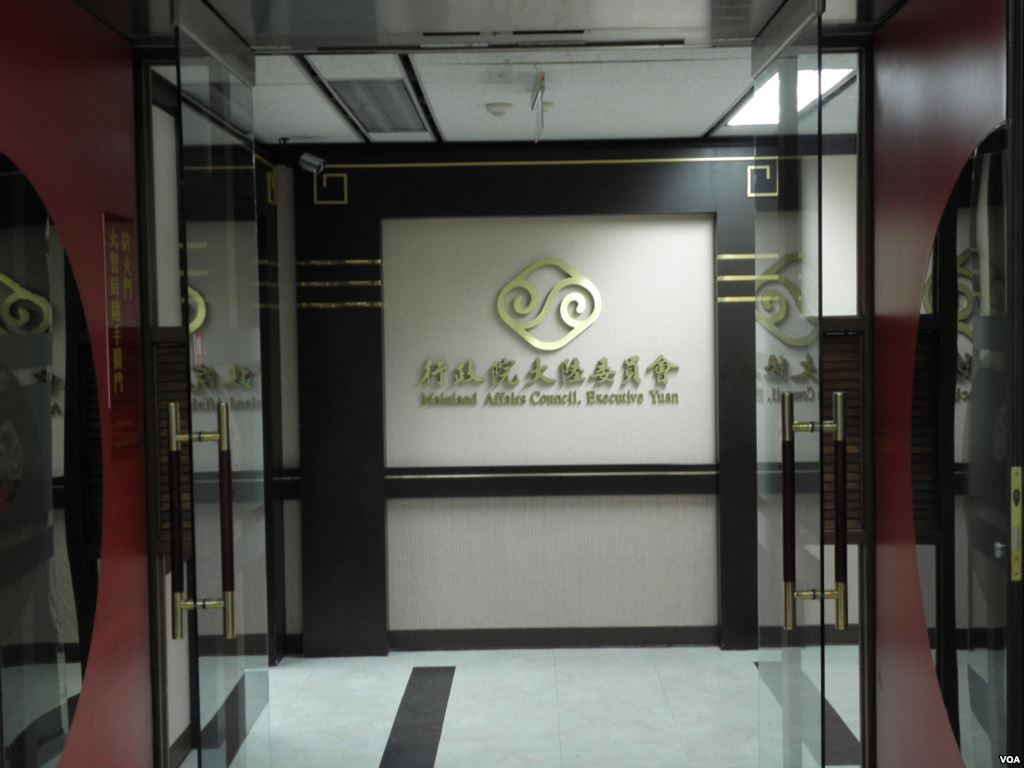
대륙위원회

대륙위원회(大陸委員會)는 중국 대륙(홍콩, 마카오, 하이난섬, 내몽골, 티베트, 위구르, 악사이친, 만주 포함)에 관한 업무 전반을 담당하는 중화민국 행정원의 소속기관이다. 주로 대중국 대륙 정책의 연구, 중국 대륙 관련 정보의 수집과 분석, 타이완 해협 양안 사이의 교류와 협력에 관한 법률의 처리, 홍콩, 마카오, 하이난섬, 내몽골, 티베트, 위구르, 악사이친 및 만주와 관련된 업무 처리 등을 담당하고 있다. 본부는 타이베이시에 위치해 있다. 현재 홍콩과 마카오에는 타이베이 경제문화판사처라는 이름으로 사무소를 설치해 운영하고 있다.

## 역사
중화인민공화국과의 교류가 활발해져 그에 관한 업무가 폭발적으로 늘어나게 되어 중화민국 정부는 1991년 1월 28일에 행정원 직속의 기관으로 대륙위원회를 정식으로 설립해, 현재에 이르고 있다. 차이잉원 총통 취임 이후 몽장위원회를 흡수하였다.

## 같이 보기
- 중화민국의 재외기구 목록
- 주홍콩 타이베이 경제문화판사처
- 주마카오 타이베이 경제문화판사처
- 국무원대만사무판공실